# Henry Hempel
Henry Hempel (* 18. Januar 1932 in Dresden; † 22. November 2015) war ein deutscher Judoka und Cheftrainer des Deutschen Judo-Verbandes.

## Judokämpfer (1950–1959)
Henry Hempel zählt neben Felix Krysiak, Helmut Bark, Günter Kästner, Arno Frank und Manfred Schneider zu den herausragenden Judokämpfern, die in den 1950er Jahren mehrmals Meistertitel bei DDR-Einzelmeisterschaften errangen. 1949 begann er zusammen mit seinem ein Jahr jüngeren Bruder Helmut Hempel in Dresden mit dem Judosport. Die Brüder trainierten zusammen, traten bei Judoturnieren und -Meisterschaften aber nicht gegeneinander an. Henry startete im Leichtgewicht, sein Bruder Helmut im Federgewicht. Als 1954 der SC Dynamo Berlin gegründet und dazu von Ewald Schönrock eine leistungsstarke Judo-Mannschaft zusammengestellt wurde, wechselte er mit seinem Bruder zum Sportclub nach Ost-Berlin. 1954 gewann Henry Hempel zum ersten Mal die DDR-Meisterschaft. Den Einzel-Meistertitel konnte er in den Jahren 1955, 1956 und 1957 noch drei Mal verteidigen. Im Juli 1957 legt er in Leipzig zusammen mit seinem Bruder die Prüfung zum 1. Dan ab. 1958 und 1959 wurde er DDR-Vizemeister. Mit der Mannschaft von Dynamo Berlin errang er 1958 die DDR-Mannschaftsmeisterschaft.
Während der aktiven Zeit absolvierte er ein Sportstudium und die Trainerausbildung an der Deutschen Hochschule für Körperkultur. Mit der Trainer-Qualifikation eröffnete ihm der Vorsitzende des Trainerrats des Deutschen Judo-Verbandes, Horst Wolf, die Möglichkeit als Trainer zum Deutschen Judo-Verband zu wechseln.

## Judotrainer des Deutschen Judo-Verbandes der DDR (1960–1988)
Nachdem Henry Hempel im Januar 1960 die Prüfung zum 2. Dan abgelegt hatte, beendete er im Alter von 27 Jahren seine Zeit als aktiver Judokämpfer und schlug die Trainerlaufbahn beim Deutschen Judo-Verband ein. Bei den Judo-Europameisterschaften der Männer 1960 in Amsterdam gehörte er zum Trainerstab der DDR-Nationalmannschaft. 1961 wurde Horst Wolf als Nachfolger von Lothar Skorning zum Präsidenten des Deutschen Judo-Verbandes gewählt. Im Zuge der damit verbundenen strukturellen Veränderungen im Verband wurde Henry Hempel 1962 Cheftrainer. In der Funktion als Verbandstrainer und Mitglied der Leistungs- und Dan-Prüfungskommission des Deutschen Judo-Verbandes stellte er stets hohe Anforderungen an die Judotrainer und Athleten. In den 1960er Jahren wirkte er an entscheidender Stelle mit bei der Entwicklung des Graduierungssystems in der DDR. Während seiner langen Amtszeit als Trainer führte er bis 1988 viele DDR-Judoka zu internationalen Erfolgen. Beispielhaft seien hier die Weltmeister Detlef Ultsch und Andreas Preschel, der Olympiasieger Dietmar Lorenz sowie die mehrfachen Europameister Dietmar Hötger, Harald Heinke, Rudolf Hendel, Torsten Reißmann, Günter Krüger oder Henry Stöhr genannt.

### Medaillen-Bilanz (DDR-Judo Herren 1961–1988)
| Einzel-Wettbewerb   | Gold | Silber | Bronze |
| ------------------- | ---- | ------ | ------ |
| Olympiade           | 1    | 2      | 6      |
| Weltmeisterschaft   | 3    | 2      | 14     |
| Europameisterschaft | 26   | 19     | 64     |

Das von ihm und Dietmar Hötger berufene DJV-Team, das zur EM in Helsinki 1978 antrat, ging als Wunderteam in die EM-Historie ein. Die DJV-Judokas errangen in Helsinki fünf der insgesamt acht Gold-Medaillen und alle teilnehmenden DJV-Judokas erreichten einen Medaillenrang. Außerdem gewann die DDR-Mannschaft unter der Ägide Henry Hempels bei den Europameisterschaften 1964, 1965, 1966, 1974, 1976 und 1977 jeweils die Bronze-Medaille.
Mit der Wahl von Gerhard Lehmann zum Präsidenten des Deutschen Judo-Verbandes kam es 1988 zu personellen Veränderungen im Trainerstab des DJV. Henry Hempel trat auf eigenen Wunsch von der Cheftrainerposition zurück und Frank-Michael Friedrich übernahm die Leitung im DJV-Trainerteam. Hempel wurde in Lindow im Bezirk Potsdam Leiter der Sportschule des Deutschen Turn- und Sportbundes.

## Präsident des Brandenburgischen Judo-Verbandes
Die deutsche Wiedervereinigung brachte u. a. sehr einschneidende Veränderungen für die Sport-Funktionäre der ehemaligen DDR. Henry Hempel behielt 1990 die Leitung der Brandenburger Landessportschule in Lindow. In dieser Position, die er bis zur Rente 1999 innehatte, organisierte und leitete er auf Landesebene und für den Deutschen Judo-Bund eine Vielzahl von Judo-Lehrgängen. 1991 gehörte Henry Hempel zusammen mit Hubert Sturm und Erhard Buchholz zu den Gründungsmitgliedern des Brandenburgischen Judo Verbandes (BJV) und wurde zum Präsidenten des BJV gewählt. Nach der Vereinigung des Deutschen Judo-Verbandes und seiner Gliederungen mit dem Deutschen Judo-Bund wurde Henry Hempel 1992 als erster Judo-Funktionär aus den neuen Bundesländern in den DJB-Ehrenrat berufen.
Den Höhepunkt seiner Judo-Karriere erlebte Henry Hempel während der Judo-Weltmeisterschaft 2001 in München. Dort wurde er mit der Verleihung des 9. Dan durch die Internationale Judo-Föderation (IJF) für sein Lebenswerk geehrt. Nach 12 Jahren endete 2002 seine Amtszeit als BJV-Präsident. Seither war er dem Brandenburgischen Judo-Verband als Ehrenpräsident auf Lebenszeit verbunden. Noch als über 70-Jähriger führte er zu verschiedenen Anlässen Trainingslehrgänge durch und wurde regelmäßig zu größeren Judo-Veranstaltungen eingeladen. Außerdem konnte er durch seinen Sohn Andreas Hempel, der IJF-Kampfrichter war, die Entwicklung des Judosports verfolgen. Anlässlich des Judo-Grand-Prix 2013 in Düsseldorf wurde ihm für seine Verdienste um den internationalen Judosport die IJF-Goldmedaille verliehen. An dieser Ehrung konnte Henry Hempel aus gesundheitlichen Gründen nicht mehr persönlich teilnehmen, so dass sein Sohn Andreas die Medaille für ihn entgegennahm.

## Publikationen (Auswahl)
- Trainingsmethodische Erkenntnisse und Erfahrungen zur Herausbildung wettkampfstabiler technisch-taktischer Fähigkeiten und Fertigkeiten im Judo.; Theorie und Praxis des Leistungssports, Jahrgang 11, 1973, Heft 3, S. 34–56 (Koautor: H. Müller-Deck)
- Leistungsphysiologische Untersuchungen im Rahmen der komplexen Leistungsdiagnostik zur langfristigen Steuerung der physischen Leistungsfähigkeit im Judosport.; Theorie und Praxis des Leistungssports, Jahrgang 12, 1974, Heft 6, S. 55–82 (Koautoren: H. Müller-Deck, H. Geisler)
- Ausgewählte Probleme des Erziehungs- und Ausbildungsprozesses im Deutschen Judo-Verband der DDR in Vorbereitung auf die Olympischen Spiele 1976.; Theorie und Praxis des Leistungssports, Jahrgang 13, 1975, Heft 2, S. 53–73 (Koautor: H. Müller-Deck)
- Zur Steigerung des technisch-taktischen Leistungsvermögens.; Theorie und Praxis des Leistungssports, Jahrgang 21, 1983, Heft 5, S. 52–56
- Zur Ausprägung einer modernen Kampfweise und zur Umsetzung individueller Kampfkonzeptionen im Judosport.; Theorie und Praxis des Leistungssports, Jahrgang 21, 1983, Heft 11, S. 54–59
- Zur Belastungsgestaltung im Olympiajahr unter dem Aspekt der Bewältigung höherer Anforderungen im wettkampfnahen Training der Judokas.; Theorie und Praxis des Leistungssports, Jahrgang 25, 1987, Heft 5, S. 34–39 (Koautor: H. Müller-Deck)